# Düsseldorfer Straße 27 (Mönchengladbach)

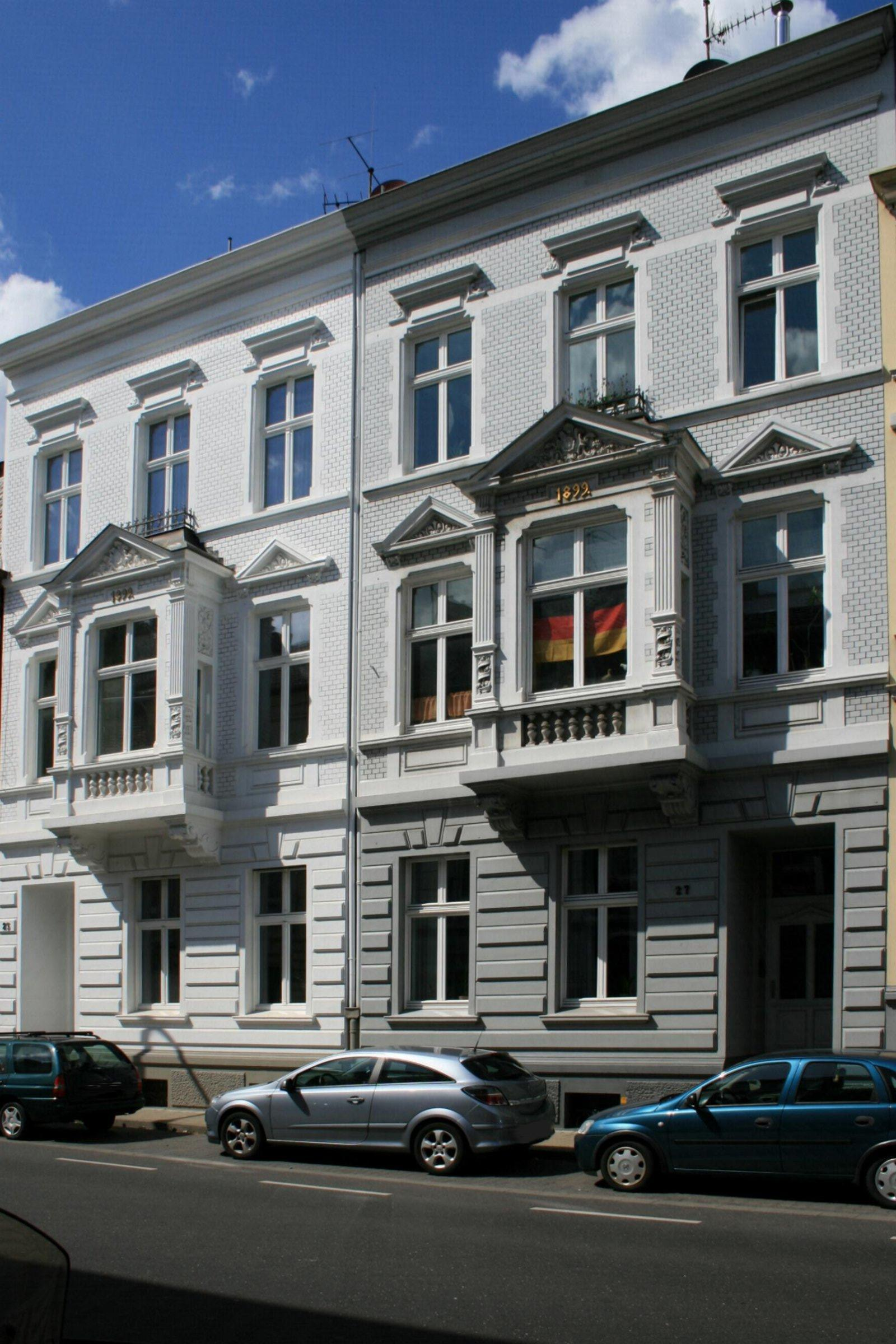
Wohnhäuser Düsseldorfer Straße 25 und 27 (rechts), 2010

Das Wohnhaus Düsseldorfer Straße 27 steht im Stadtteil Rheydt in Mönchengladbach (Nordrhein-Westfalen).
Das Haus wurde 1899 erbaut. Es ist unter Nr. D 005 am 4. Dezember 1984 in die Denkmalliste der Stadt Mönchengladbach eingetragen worden.

## Architektur
Das Objekt liegt in einer geschlossenen erhaltenen Baugruppe der Häuser Nr. 23, 25, 27, 29. Die dreigeschossigen Dreifenster-Häuser mit Satteldach Nr. 25 und 27 sind in der Konzeption der Fassadengestaltung und des Grundrisses als Doppelhaus angelegt, d. h. beide Fassaden entsprechen sich bis zum Detail. Die Jahreszahl unterhalb des Ziergiebels des Erkers weist die 1899 aus.